# Kreis Upninkai
Kreis Upninkai (litauisch Upninkų apylinkė) war eine Verwaltungseinheit bis 1995 in Mittellitauen um das heutige Dorf Upninkai im Amtsbezirk Upninkai der Rajongemeinde Jonava bei Kaunas.

## Geschichte
Von 1940 bis 1947 gehörte Kreis Upninkai der Wolost Jonava (Bezirk Kaunas), von 1947 bis 1950 der Wolost Vepriai (Bezirk Ukmergė). 1959 kam dazu Kreis Mančiušėnai und 1963 Kreis Keižionys. Am 29. Mai 1968 wurde das Kreiszentrum umgelegt und am 27. Januar 1971 zurückgelegt. 1972 gab es hier das Sowchos Upninkai und insgesamt 39 Dörfer.